# Fort Mannar
Fort Mannar bevindt zich op de zuidelijke punt van het eiland Mannar, vlak tegenover het vasteland van Sri Lanka. Het eiland maakt deel uit van de Adamsbrug, de reeks eilanden, zandbanken en riffen tussen de noordwestelijke kust van Sri Lanka en de oostkust van India. Het fort werd gebouwd rond 1680 door de Vereenigde Oostindische Compagnie (VOC) als versterking en uitbreiding van een ouder Portugees fort.

## Het fort
Het fort is vierkant van vorm, met vier bastions. Het werd geheel omgeven door een gracht die aan de oostelijke kant in verbinding stond met de zee. Aan de westkant was het fort via een dam verbonden met het vasteland van Mannar. Een weg over de dam leidde langs het zuidwestelijke bastion naar de poort. Binnen de muren, die tussen de 6 en 7 meter hoog zijn, bevinden zich pakhuizen, een kerkje, een smidse, barakken en drinkwaterreservoirs. Op het zuidoostelijke bastion staat een klokkentorentje. Gezien het aantal schietgaten op de bastions en de muren moet het fort ooit 24 kanonnen hebben gehad.
Qua grootte is het fort vergelijkbaar met die van Calpentijn en Batticaloa, maar vele malen kleiner dan die van Galle en Colombo, die eigenlijk ommuurde stadjes waren.
Toen de Brit W.A. Nelson het fort in de jaren 1980 bezocht was het nog in goede staat, met de daken van alle gebouwen intact. Ook de poort was er nog, met het jaartal 1686, en aan de binnenzijde 1681. In 2004 was de poort er niet meer, en waren de muren van het fort zwaar beschadigd door inslagen van mortiergranaten tijdens de oorlog met de LTTE. Van de bebouwing zijn de daken weg. Aan de westkant van het fort heeft de kerk alleen nog een voor- en achtergevel en een altaar, met erbij enkele grafstenen. Het klokkentorentje staat er nog maar is bouwvallig.

## Historische achtergrond

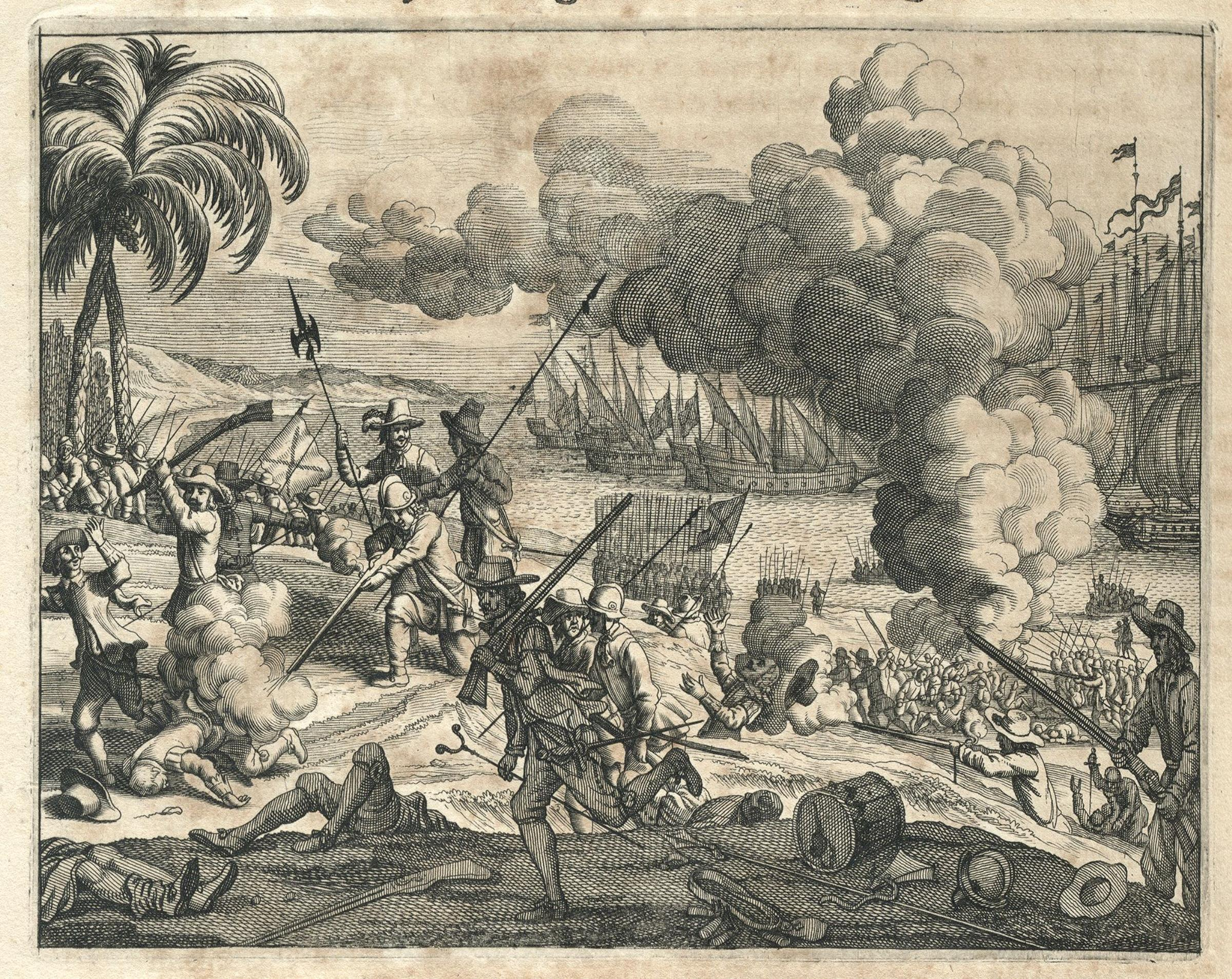
Verovering van Mannar door Rijcklof van Goens in 1658

De Portugezen bouwden rond 1560 een fort op Mannar om van daaruit het koninkrijk Jaffna te veroveren, aan de noordkust van Sri Lanka, dat toen Ceylon genoemd werd. Begin 17e eeuw hadden ze een groot deel van de noord- en zuidwestkust van het eiland in bezit gekregen. In 1638 sloot de koning van Kandy in het binnenland een verbond met de VOC om de Portugezen te verdrijven. Twintig jaar later bezaten ze alleen nog de noordkust van het eiland. In januari 1658 arriveerde een vloot onder Rijcklof van Goens om hen ook daar te verdrijven. Een deel van de vloot onder Adriaan Roothaes blokkeerde de Portugese aanvoerroute vanuit Goa. Een ander deel veroverde eerst Tuticorin op de Coromandelkust. Ook hier vandaan zouden de Portugezen hun landgenoten op Ceylon hebben kunnen bevoorraden. Daarna werd Mannar aangevallen. De Portugezen hadden versterkingen gebouwd langs de kust van het eiland. Met een aantal schepen vielen ze de Hollandse vloot aan maar de schepen werden snel uitgeschakeld. Landingstroepen onder Jan van der Laan voerden daarna felle gevechten op het strand, waarbij de Portugezen ondanks een numeriek overwicht het onderspit delfden. Ze trokken zich in eerste instantie terug in hun fort, maar verlieten het daarna om in Jaffna een laatste verzet te bieden. Op 22 februari konden de Hollanders ongemoeid het fort binnentrekken. Er werd een klein garnizoen achtergelaten, dat als opdracht kreeg de parelvisserij te bevorderen, zodat die tot 'bekoorlijke en smackelijke incomsten' zou gaan leiden. Dominee Philippus Baldeus, predikant op de vloot en getuige van de strijd, schreef later een verslag van de gebeurtenissen.
Na de verovering werden de Portugese fortificaties vervangen door een fort dat voldeed aan de nieuwste inzichten. In 1671 werd aan Batavia gemeld dat het 'kasteeltje' nu in goede staat was en met 250 man bezet. In de jaren daarna werd er nog verder aan gewerkt.
Vanuit fort Mannar kon het scheepvaartverkeer tussen Ceylon en de Coromandelkust van India gecontroleerd worden. De VOC bezat een monopolie op de export van kaneel, en in sommige perioden ook op andere handelsproducten, zoals betelnoten vanuit Ceylon en katoenen stoffen vanuit India. Begin 17e eeuw werden op Mannar ook olifanten verhandeld met kooplieden uit India en Bengalen, maar vanwege het droge klimaat kwam het voor dat de dieren stierven. De verkoop werd toen verplaatst naar Jaffna.

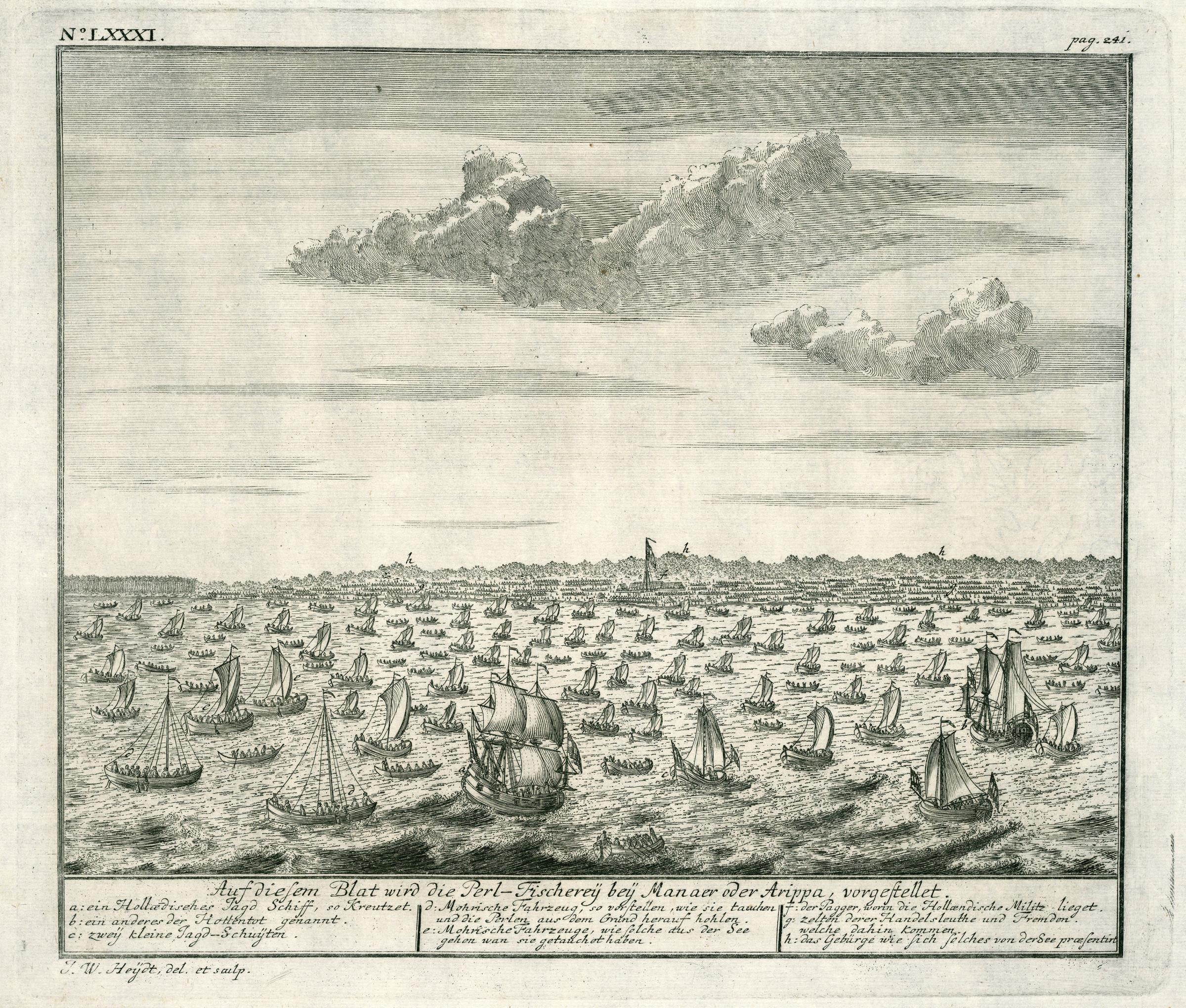
Parelvisserij bij Mannar rond 1740

Zo'n 15 kilometer zuidelijker stond in Aripo, op het vasteland, nog een kleiner fortje, nu een ruïne. Hier werden in de baai chanco- en parelvisserijen gehouden. Honderden boten met duikers namen er aan deel en veel volk kwam er op af. In later jaren werd de visserij door de VOC uitbesteed aan particulieren, en mocht ook het hogere VOC-personeel erop inschrijven. De VOC hief belasting op de stenen die gebruikt werden om de duikers snel naar de zeebodem te laten zinken. De steen werd daarna aan een touw weer opgehaald. De duiker verzamelde in ongeveer een minuut zoveel mogelijk schelpen in een rieten mand en werd dan samen met de mand weer naar boven gehaald. De schelpen werden in kuilen gelegd totdat de diertjes stierven en gingen rotten, wat een enorme stank verspreidde die maanden bleef hangen, maar wat het makkelijk maakte de schelpen te openen. Door overbevissing hadden de parelbanken vaak jaren nodig om te herstellen, zodat er niet gevist kon worden. In de Britse tijd bleef het parelvissen doorgaan. Halverwege de 19e eeuw had zich na eeuwenlang parelvissen langs de kust een metershoge stapel schelpen gevormd. De uitvinding van gekweekte parels in Japan eind 19e eeuw betekende het einde van de parelvisserij in de Golf van Mannar.
Het was in Aripo in 1679 dat Robert Knox aankwam op zijn vlucht uit Kandy na twintig jaar gevangenschap. Via Fort Mannar werd hij door de commandeur van Jaffna Laurens Pijl, die daar juist langs kwam, meegenomen naar Colombo. Vandaar reisde hij door naar Batavia en terug naar Engeland.
Fort Mannar werd op 5 oktober 1795 overgegeven aan de Britten toen deze op verzoek van Willem V middels de brieven van Kew Ceylon overnamen.

## Afbeeldingen

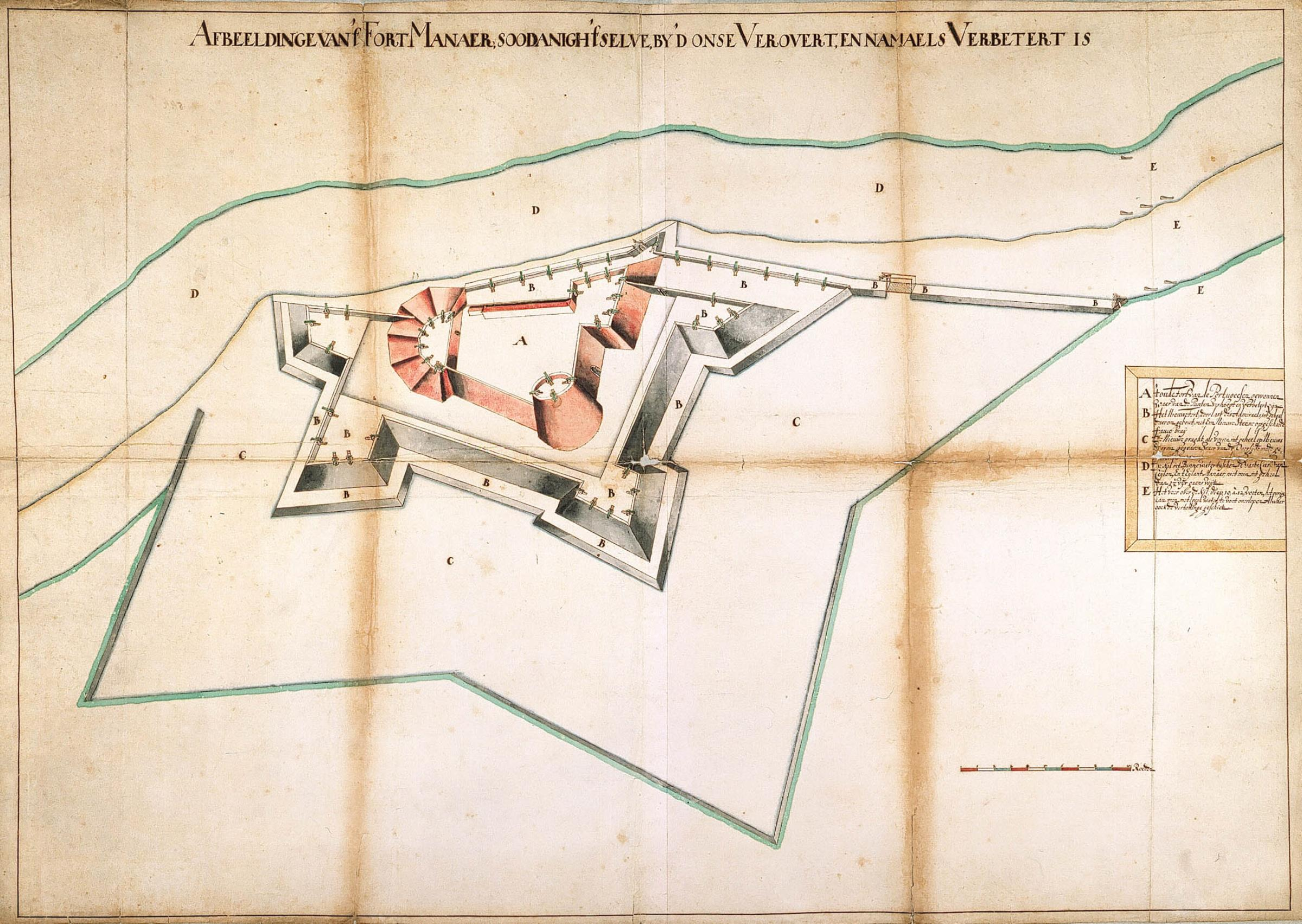
Het Portugese fort met verbeteringen van de VOC
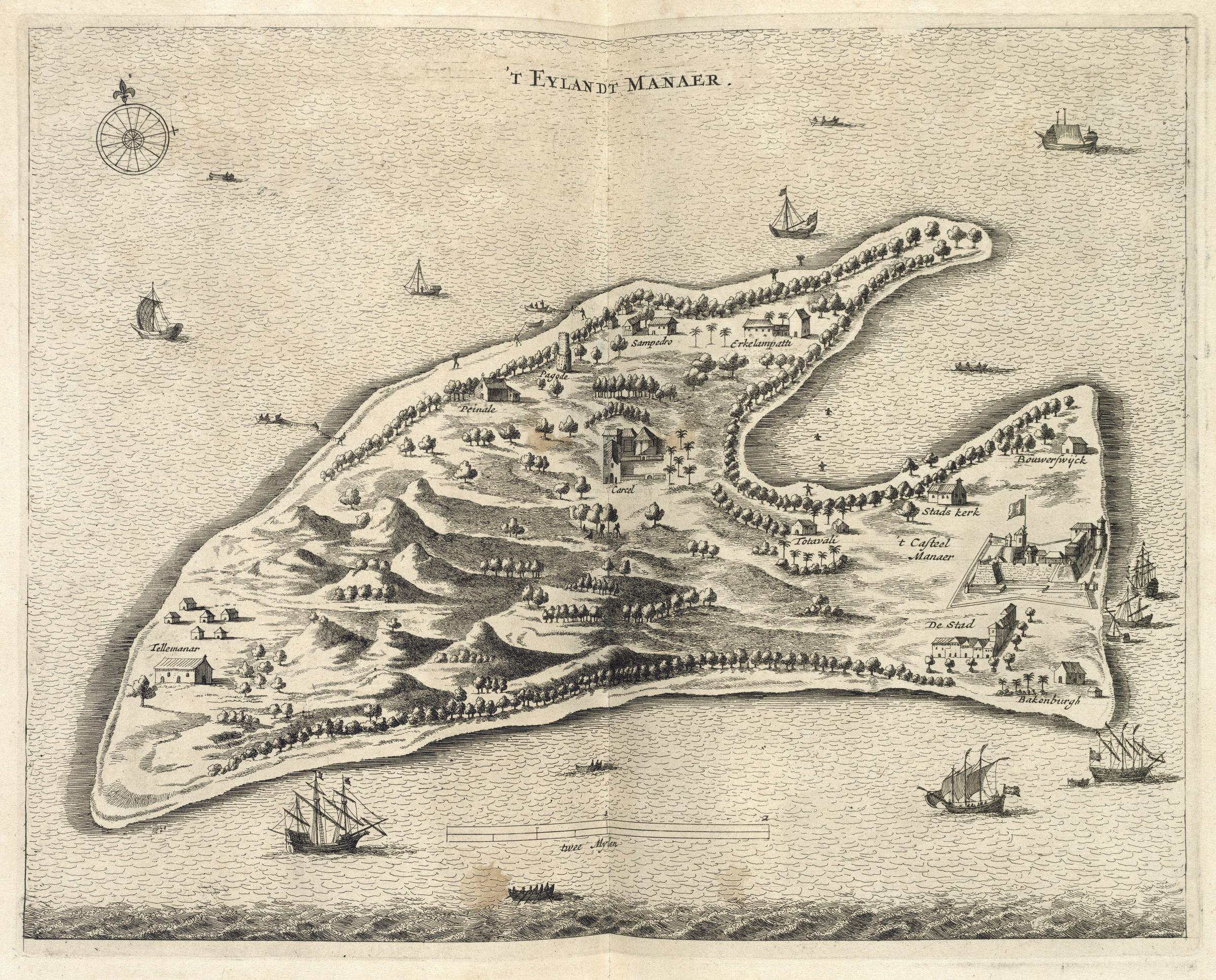
Het eiland Mannar met het fort rond 1670
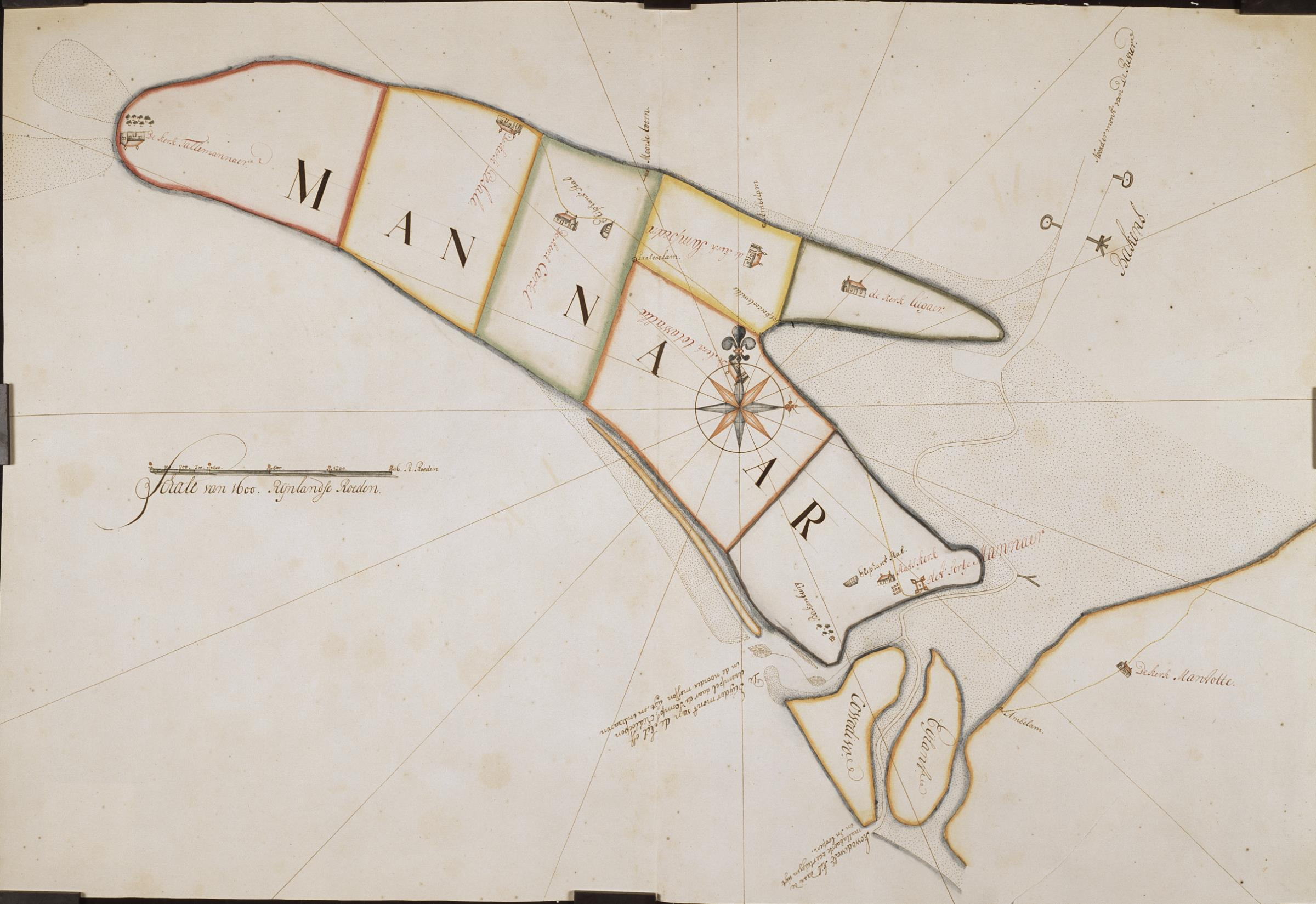
Het eiland Mannar op een kaart uit 1719.
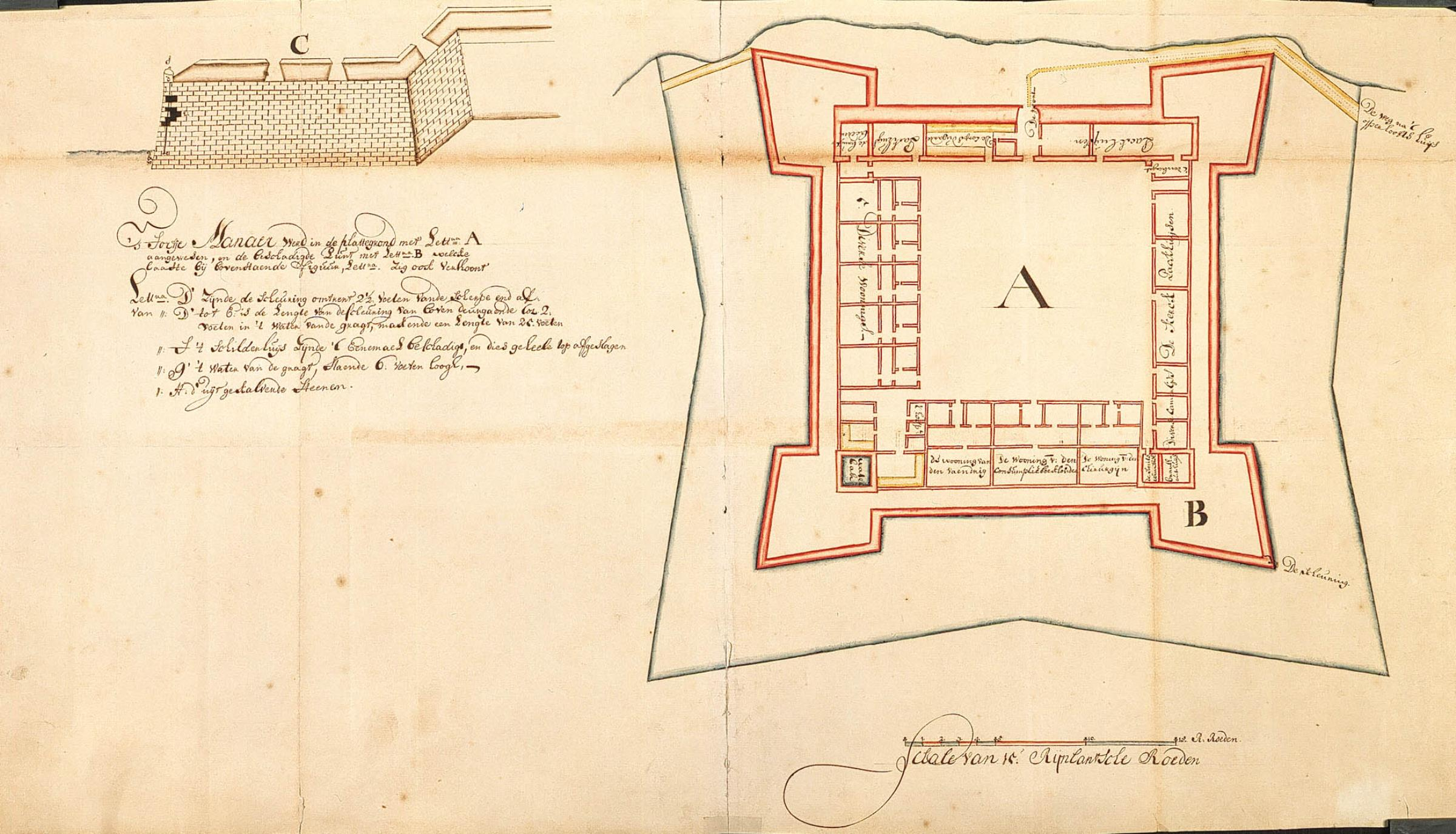
Fort Mannar rond 1720
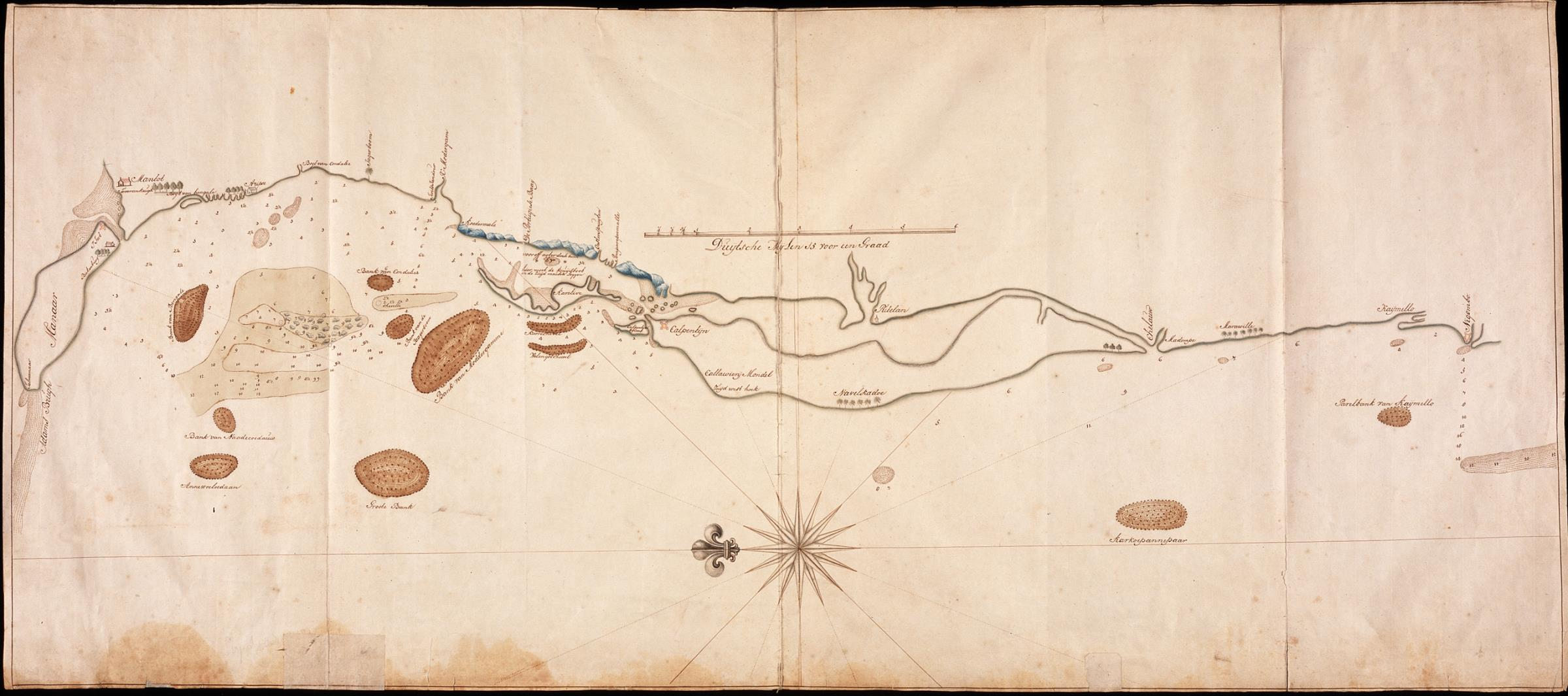
Parelbanken voor de kust van Ceylon. Links Mannar, rechts daarvan Aripo, in het midden Fort Calpentijn en helemaal rechts Fort Negombo.
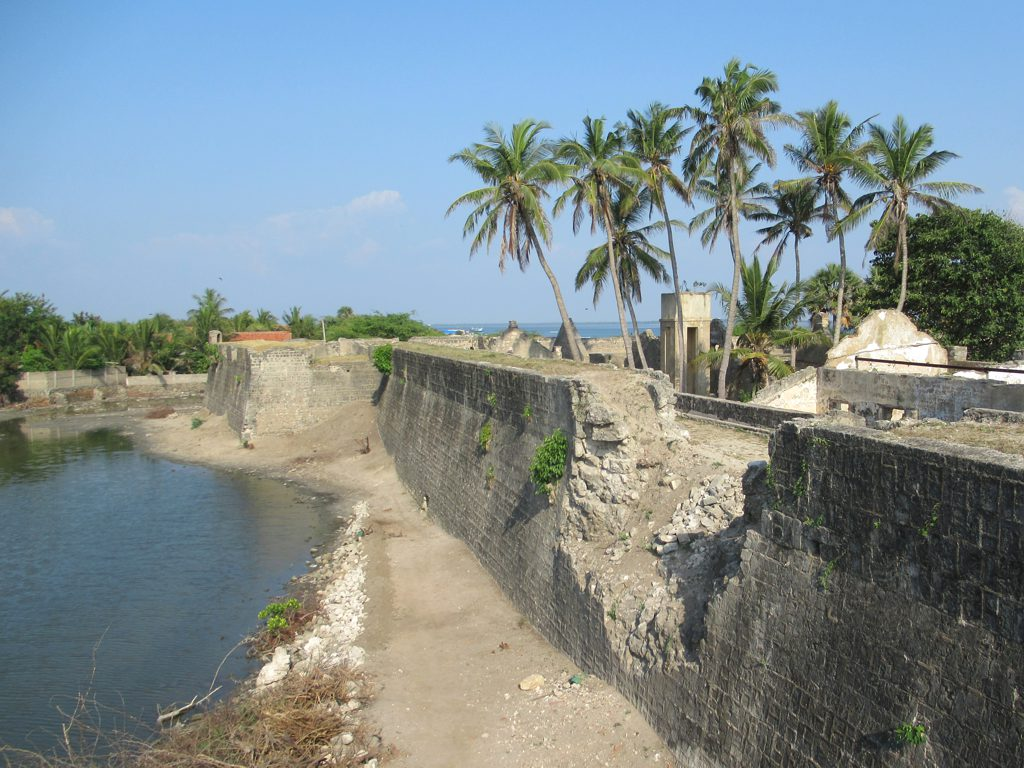
Een zwaar beschadigde muur
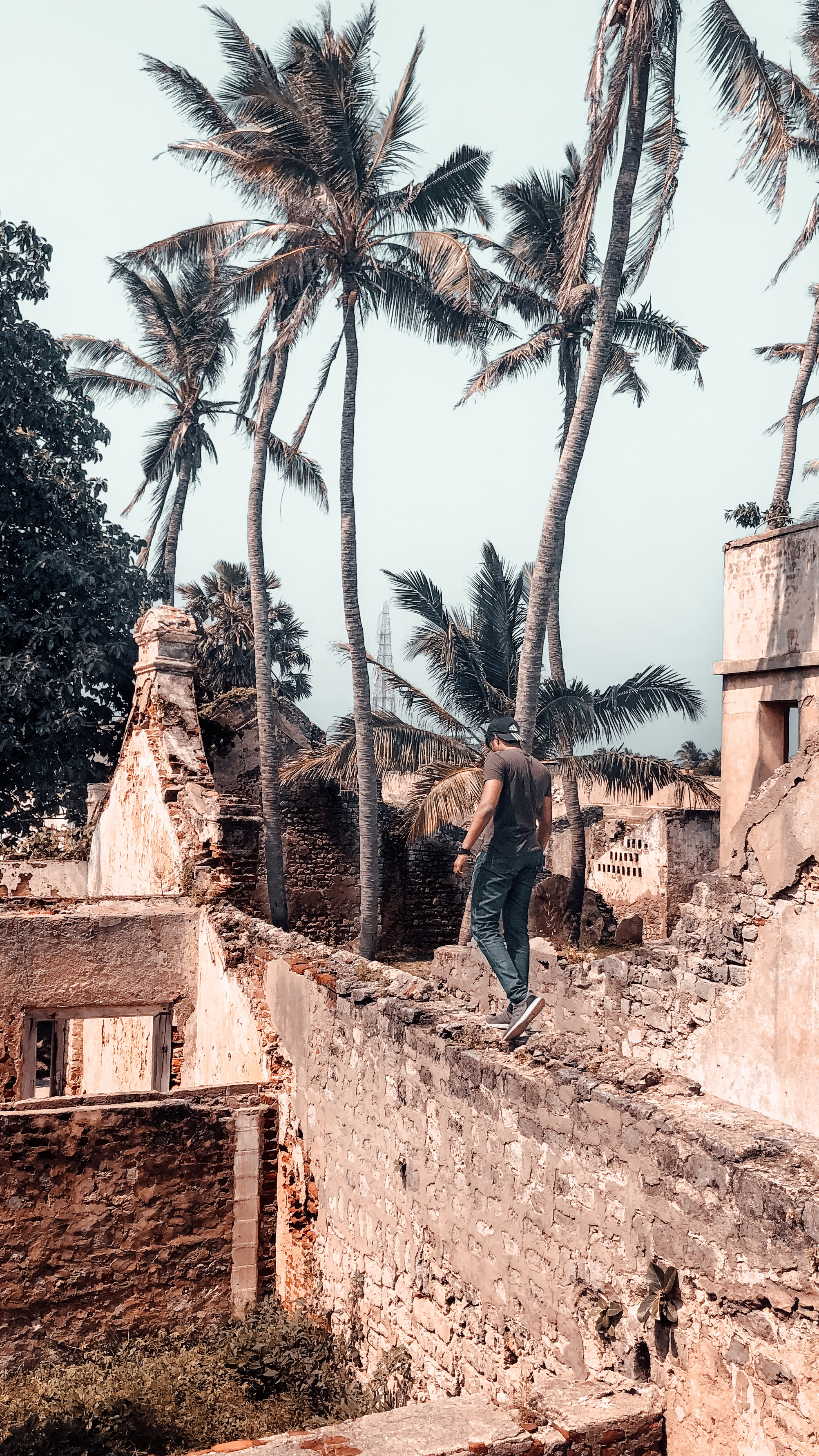
Het gehavende fort